# Asarum muramatsui
Asarum muramatsui là một loài thực vật có hoa trong họ Aristolochiaceae. Loài này được Makino mô tả khoa học đầu tiên năm 1927.